# Sakri
Sakri es una ciudad censal situada en el distrito de Dhule en el estado de Maharashtra (India). Su población es de 21764 habitantes (2011). 

## Demografía
Según el censo de 2011 la población de Sakri era de 21764 habitantes, de los cuales 11202 eran hombres y 10562 eran mujeres. Sakri tiene una tasa media de alfabetización del 81,20%, inferior a la media estatal del 83,36%: la alfabetización masculina es del 85,58%, y la alfabetización femenina del 76,62%.